# Pelina uncata
Pelina uncata är en tvåvingeart som beskrevs av Clausen 1973. Pelina uncata ingår i släktet Pelina och familjen vattenflugor. Inga underarter finns listade i Catalogue of Life.